# 二(2-甲基咪唑-1-基)甲烷
二(2-甲基咪唑-1-基)甲烷是一种有机化合物，化学式为C9H12N4。它可作为配体和金属盐反应，生成配合物。

## 合成
将2-甲基咪唑和氢氧化钠混合，加入二氯甲烷或二溴甲烷后加热反应得到产物，产物通过升华法提纯。
二(咪唑-1-基)甲烷经正丁基锂锂化后与硫酸二甲酯反应，也可制得该化合物。